# Válter Pereira
Valter Pereira de Oliveira (Campo Grande, 3 de dezembro de 1943) é um advogado e político brasileiro. Foi senador pelo Mato Grosso do Sul entre 2006 e 2010 após o falecimento de Ramez Tebet, de quem era suplente.

## Carreira
Nascido em Campo Grande, Mato Grosso do Sul, em 3 de dezembro de 1943, filho de Abadio Pereira de Oliveira e de Carolina Pereira de Sousa. É bisneto paterno de José Antônio Pereira, fundador da cidade de Campo Grande, capital do estado de Mato Grosso do Sul.
Líder estudantil e preso várias vezes na década de 1960 pela repressão militar, começou sua militância partidária em 1966, quando participou, em Campo Grande, da fundação do Movimento Democrático Brasileiro (MDB).

## Atividade parlamentar
Por essa legenda, disputou sua primeira eleição em 1972, elegendo-se Vereador em Campo Grande, quando foi primeiro-secretário da mesa diretora da Câmara Municipal.
Após dois anos no legislativo municipal, elegeu-se Deputado Estadual à Assembleia de Mato Grosso (1974), ainda indiviso, tendo sido titular da Comissão de Finanças e Orçamento, além de líder de bancada da minoria .
Em 1978, disputou vaga à Câmara dos Deputados, alçando-se à primeira suplência de seu partido, e assumiu o primeiro mandato federal em 1979 por força de licença de titular nomeado Secretário de Estado. 
Com o fim do bipartidarismo em 1979, ajudou a fundar o Partido do Movimento Democrático Brasileiro (PMDB), onde exerceu cargos de Tesoureiro, Secretário-Geral e Presidente da Comissão Executiva estadual. Foi, ainda, Delegado à Convenção Nacional e membro da Comissão Executiva Nacional do partido. 
Após a divisão do Estado de Mato Grosso, elegeu-se Deputado Estadual à Assembleia de Mato Grosso do Sul, em 1982. Nesse órgão legislativo, foi Presidente da Comissão de Constituição e Justiça e exerceu a liderança do governo e do partido. Naquela ocasião, foi convocado Colégio Eleitoral para eleger o último Presidente da República pela via indireta, e este órgão era composto pelo Congresso Nacional e delegados das Assembleias Legislativas estaduais. Valter Pereira foi um dos delegados, quando declarou publicamente seu voto na chapa encabeçada por Tancredo Neves, que tinha como Vice: José Sarney. Vitoriosa, essa aliança consolidou a transição do regime militar para a democracia no Pais.
Em 1986, elegeu-se Deputado Federal com a maior votação de sua coligação. Por ter sido considerado “parlamentar atuante” no livro “Quem Foi Quem na Constituinte”, p. 259, recebeu a nota 8 (oito) do Departamento Intersindical de Assessoria Parlamentar (DIAP), a segunda melhor avaliação da bancada de Mato Grosso do Sul.
Reeleito Deputado Federal em 1990, foi vice-líder de bancada e membro da Comissão de Constituição e Justiça. Foi, também, titular da Comissão Parlamentar de Inquérito (CPI) que apurou a impunidade de traficantes e o crescimento do consumo de drogas. Naquela ocasião, votou a favor da abertura do processo de impeachment do presidente Fernando Collor. Em 2002, elegeu-se primeiro suplente do senador Ramez Tebet e, com o falecimento do titular, em novembro de 2006, assumiu definitivamente o mandato no Senado Federal. Foi vice-líder da bancada, vice-presidente da Comissão de Constituição e Justiça e Presidente da Comissão de Agricultura. Designado para Comissão Especial do Novo Código de Processo Civil, foi relator-geral do Projeto de Lei do Senado nº 166/2010, que visava substituir o antigo Código de 1973. Seu parecer sobre ele mexeu em mais de 440 dispositivos da proposta original e introduziu 75 novas regras, sendo que o Projeto e as mudanças foram aprovados pelo Senado no final de 2010. Após ter sido aprovado pelas duas Casas do Congresso, o projeto foi sancionado pela Presidente Dilma Rousseff em 16 de março de 2016.

### Cargos executivos
Na administração de Mato Grosso do Sul exerceu os cargos de Secretário de Estado da Educação (24/08/1988 a 22/12/89) e Diretor-Presidente da ENERSUL – Empresa de Energia Elétrica Mato Grosso do Sul, de 03/01/1995 a 30/12/1997, quando a estatal foi privatizada pelo governo.

## Militância ambiental
Defensor de causas ambientais, destacou-se como consultor jurídico do Comitê de Defesa do Pantanal em 1981, criado para barrar a implantação de um mega-projeto de usina de álcool e açúcar na região da Bodoquena. Temerosa dos riscos que os rejeitos do empreendimento expunha à fauna e a flora da maior planície alagada do continente, a entidade, liderada pelo ambientalista Astúrio Ferreira e contando com o engajamento de 60 instituições da sociedade civil organizada do Estado, realizou gigantescas mobilizações populares, exigindo a aprovação do Ante-Projeto de Lei, cujo texto elaborado por Valter Pereira, depois de receber algumas modificações do Governo e da Assembléia, foi aprovado pelo Legislativo Estadual, transformando-se em Lei em fevereiro de 1.982.

## Condecorações
- Medalha de Tiradentes, outorgada pela Polícia Militar de Mato Grosso do Sul – 1982;

- Medalha de Membro Honorário da Força Aérea Brasileira, concedida pelo IV COMAR – agosto de 1995;

- Medalha “AMIGO DA MARINHA”, concedida pelo Comando Naval de Ladário – 1995;

- Ordem Guaicurús do Mérito Judiciário do Trabalho, no “Grau de Grã-Cruz”, concedida pelo Tribunal Regional do Trabalho da 24ª Região – outubro de 2007;

- Diploma da Ordem do Mérito da Defesa, no “Grau de Grande-Oficial”, concedida pelos Presidência da República e o Ministério da Defesa – dezembro de 2009;

## Ligações Externas
- Página Institucional do Senador Valter Pereira